# Une bouteille à la mer (film, 1999)
Pour les articles homonymes, voir Une bouteille à la mer.
Pour plus de détails, voir Fiche technique et Distribution.
Une bouteille à la mer (Message in a Bottle) est un film américain de Luis Mandoki sorti en 1999. Il est tiré du roman éponyme de Nicholas Sparks paru en 1998.
Le film est un succès, en récoltant plus de 118 millions de dollars de recettes mondiales.
Le titre phare du film One More Time est chanté par Laura Pausini et composé par Richard Marx.

## Synopsis
À Chicago, Theresa Osborne, documentaliste dans un grand quotidien, le Chicago Tribune, supporte mal son récent divorce et doit élever seule Jason, son fils. Elle décide alors de faire une croix sur sa vie sentimentale. Mais un jour, alors qu'elle fait son jogging sur une plage du cap Cod, elle découvre une bouteille échouée contenant une déclaration d'amour poignante et passionnée. Bouleversée par la poésie de ces quelques lignes, Theresa cherche dès lors à en retrouver l'auteur. Son enquête met à contribution ses collègues de la rédaction qui publient la lettre à son insu et reçoivent deux autres lettres. Grâce à la machine à écrire et le papier utilisé, l'auteur est identifié : il s'agit de Garret Blake, constructeur de bateaux dans les Outer Banks au bord de l’Atlantique. 
Veuf éperdu, il est brisé depuis la mort il y a deux ans de son épouse Catherine, peintre. Il vit en reclus, s'est querellé avec sa belle-famille et avec Johnny, son beau-frère. Seul Dodge, son père, un ancien alcoolique, parvient encore à le secouer un peu. Lorsque Theresa rencontre Garret, les deux revivent une histoire d'amour qu'ils croyaient impossible mais la jeune femme n'ose lui avouer le but initial de sa visite, par crainte de le perdre. Alors que Garret découvre l'univers de Theresa à Chicago, il découvre les lettres chez elle. Furieux, il la quitte. De retour chez lui, il fait la paix avec sa belle-famille, lui donne toutes les peintures de Catherine, et achève son voilier avec l'aide de Johnny.
Il fait également la paix avec Theresa qu'il invite pour le lancement de son bateau, mais cette dernière réalise à cette occasion qu'il est toujours amoureux de Catherine, nom qu'il a donné au voilier. Elle repart en lui disant de la rappeler quand il pensera être prêt à commencer une nouvelle vie avec elle. Garret écrit une nouvelle lettre dans laquelle il fait ses adieux à son épouse défunte, lui annonçant qu'il va vivre complètement son histoire d'amour avec Theresa, aussi forte que celle qu'il a connue avec Catherine. Le jour même, il prend son bateau pour jeter une bouteille à la mer contenant la lettre mais, alors qu'il affronte une tempête, il meurt noyé en portant secours à des plaisanciers en détresse.

## Fiche technique
- Titre : Une bouteille à la mer
- Titre original : Message in a Bottle
- Réalisation : Luis Mandoki
- Scénario : Gerald Di Pego (en) d'après le roman éponyme de Nicholas Sparks
- Production : Kevin Costner, Denise Di Novi, Jim Wilson
- Société de production : Tig Productions
- Budget : 30 millions de dollars
- Musique : Gabriel Yared
- Photographie : Caleb Deschanel
- Montage : Steven Weisberg
- Décors : Jeffrey Beecroft
- Pays de production :  États-Unis
- Langue : Anglais
- Format : Couleurs - 1,85:1 - Dolby Digital 5.1 Surround - 35 mm
- Genre : Comédie dramatique, romance
- Durée : 131 minutes
- Dates de sortie :
  - États-Unis : 12 février 1999
  - France : 30 juin 1999

## Distribution
- Kevin Costner (VF : Bernard Lanneau / VQ : Marc Bellier) : Garret Blake
- Robin Wright (VF : Marie-Laure Dougnac / VQ : Anne Dorval) : Theresa Osborne
- Paul Newman (VF : Marc Cassot / VQ : Hubert Fielden) : Dodge Blake
- John Savage (VF : Jean-François Vlérick / VQ : Luis De Cespedes) : Johnny Land
- Illeana Douglas (VF : Laure Sabardin / VQ : Hélène Mondoux) : Lina Paul
- Robbie Coltrane (VQ : Jacques Lavallée) : Charlie Toschi
- Bethel Leslie (VQ : Béatrice Picard) : Marta Land
- Patricia Belcher : Annie
- Rosemary Murphy (VF : Kathy Vail)  : Helen
- Viveka Davis (en) (VQ : Lisette Dufour) : Alva
- Steven Eckholdt
- Hayden Panettiere

 Source et légende : version québécoise (VQ) sur Doublage.qc.ca

## Musique
Le titre phare du film One More Time est chanté par Laura Pausini et composé par Richard Marx.

## Box office
Le film est un succès, en récoltant plus de 118 millions de dollars de recettes mondiales.